# Зима в военное время
«Зима в военное время» (нидерл. Oorlogswinter) — нидерландский кинофильм в жанре военной драмы, снятый режиссёром Мартином Кулховеном по мотивам одноимённого романа писателя Яна Терлова. Премьера состоялась 17 ноября 2008 года.
Фильм имел огромный успех в Нидерландах, обогнав по кассовым сборам такие фильмы, как «Сумерки» и «Темный рыцарь». Кроме того, это был самый кассовый фильм в Нидерландах на Рождество 2008 года и в первые недели 2009 года.
Фильм был признан голландскими критиками лучшим голландским фильмом 2008 года; он получил приз зрительских симпатий PZC (лучший фильм по роману), три премии Рембрандта и три премии «Золотой теленок». Кроме того, он был выбран как «лучший фильм для молодёжи» на Римском кинофестивале и вошёл в шорт-лист (вместе с восемью другими фильмами) фильмов-кандидатов на премию «Оскар» в категории «Лучший фильм на иностранном языке».

## Сюжет
Зима 1944/1945, Нидерланды. Идёт Вторая мировая война. Главный герой, подросток Михил (Мартин Лейкмайер), живёт в небольшом голландском городке или деревне, оккупированной немецкими войсками. Его отец-мэр (Раймонд Тири) пытается дипломатично вести дела с оккупационной администрацией, чтобы ограничить страдания мирных жителей. Когда над деревушкой сбивают британский самолёт-бомбардировщик De Havilland Mosquito, Михил и его лучший друг Тео (Джесси ван Дрил) отправляются на место крушения. Они натыкаются на немецкий патруль, который захватывает Михила; Тео удаётся сбежать. Вскоре Михила забирает из комендатуры отец. После этого инцидента мальчик, услышав от дяди Бена (Йорик ван Вагенинген) о движении Сопротивления, загорается идеей борьбы с нацистами.
Незадолго до нападения на немецкий склад боеприпасов участниками Сопротивления, Дирк (Мис Пайненбург), брат Тео и повстанец, дает Михилу конверт для передачи местному кузнецу Бертусу (Тиго Гернандт) на случай, если Дирк не вернется после нападения. Когда Дирка арестовывают, Михил бежит к кузнецу, однако его расстреливают у него на глазах немцы при попытке к бегству. Михилу ничего не остаётся, кроме как самому прочитать письмо. Прочитав его, он обнаруживает в землянке недалеко от деревни раненного английского лётчика Джека (Джейми Кэмпбелл Бауэр).
Несмотря на просьбы отца и дяди держаться подальше от опасностей, Михил решает помочь Джеку.

## В ролях
- Мартин Лейкмайер — Михил ван Бёзеком
- Джейми Кэмпбелл Бауэр — Джек, английский лётчик
- Йорик ван Вагенинген — дядя Бен, участник Сопротивления
- Мелоди Клавер — Эрика ван Бёзеком, сестра Михила
- Аннеке Блок — Лия ван Бёзеком, мать Михила и Эрики
- Раймонд Тири — Йохан ван Бёзеком, отец Михила и Эрики, мэр небольшого городка/деревни
- Тиго Гернандт — Бертус ван Гелдер, деревенский кузнец
- Джесси ван Дрил — Тео Кноппер, лучший друг и сосед Михила
- Мис Пайненбург — Дирк Кноппер, старший брат Тео и участник Сопротивления